# Mitsuboshi Colors
Mitsuboshi Colors (三ツ星カラーズ Mitsuboshi Karāzu, n.đ. '"Ba ngôi sao sắc màu"') là bộ manga được sáng tác bởi Katsuwo. Truyện được đăng trên tạp chí Dengeki Daioh của ASCII Media Works' từ năm 2014. Series anime trên truyền hình được đạo diễn Kawamura Tomoyuki và sản xuất bởi Silver Link, và được lên sóng vào giữa tháng 1 đến tháng 3 năm 2018.

## Cốt truyện
Bối cảnh ở Ueno. Series xoay ba cô bé tiểu học, Yui, Sacchan và Kotoha, Họ cùng nhau tạo thành một tổ chức được gọi là "Colors". Họ thực hiện cùng nhau các hành động khác nhau và việc vặt để bảo vệ hòa bình thị trấn của họ.

## Nhân vật
Akamatsu Yui (赤松 結衣)
Lồng tiếng bởi: Takada Yūki
Kise Saki (黄瀬 沙希)
Lồng tiếng bởi: Kōno Marika
Biệt danh Sacchan (さっちゃん).
Aoyama Kotoha (青山 琴葉)
Lồng tiếng bởi: Hioka Natsumi
Saitō (斎藤)
Lồng tiếng bởi: Tamaru Atsushi
Kujiraoka Daigorō (鯨岡 大吾郎)
Lồng tiếng bởi: Genda Tesshō
Kise Saori (黄瀬 沙織)
Lồng tiếng bởi: Nazuka Kaori
Mẹ của Sacchan.
Sasaki Nonoka (佐々木 ののか)
Lồng tiếng bởi: Asai Ayaka
Một nữ sinh trung học, người có biệt danh "Nono".
Sasaki Momoka (佐々木 ももか)
Lồng tiếng bởi: Tōjō Hisako
Chị gái của Nonoka, người có biệt danh là "Moka".

## Phương tiện truyền thông

### Manga
Các manga gốc được viết bởi Katsuwo bắt đầu tuần tự hóa trong ASCII Media Works ' Comic Dengeki Daioh tháng tạp chí vào năm 2014. [4] Năm tập tankōbon đã được phát hành vào ngày 26 tháng 2, năm 2018. [5]

### Anime
Một anime đã công bố ở Lễ hội truyện tranh Dengeki  2017 vào 12 tháng 3 năm 2017, mà sau đó đã được xác nhận là một phim bộ truyền hình vào ngày 27 tháng bảy, 2017. Bộ phim hoạt hình, được đạo diễn bởi Tomoyuki Diện và sản xuất bởi Siver Link, với các thành phần của Shogo Yasukawa và nhân vật thiết kế bởi Rã Utsunomiya. 12 tập, được sóng ở Nhật giữa tháng 7 và ngày 25 Tháng ba, 2018. Bài hát mở đầu và kết thúc phim tương ứng gồm "Colors Power ni Omakasero!" (カラーズぱわーにおまかせろ！) và "Miracle Colors☆Honjitsu Mo Ijō Nashi! (ミラクルカラーズ☆本日も異常ナシ！), cả hai được thực hiện bởi Colors☆Slash  (Takada Yūki, Kono Marika, và Hioka Natsumi). Sentai Filmworks cấp phép ở Bắc Mỹ và phát nó trên HIDIVE.

## Liên kết  ngoài
- Trang web chính thức Lưu trữ ngày 28 tháng 3 năm 2017 tại Wayback Machine (tiếng Nhật)
- Mitsuboshi Colors (manga) tại từ điển bách khoa của Anime News Network